# An Unwritten Chapter
An Unwritten Chapter è un cortometraggio muto del 1913 diretto da William Humphrey.

## Trama
La romanziera Ruth Sterling scommette con il suo collaboratore Philip Morbray che in un mese lei è capace di avere una nuova relazione. Ridendo, Philip accetta la scommessa che ha come posta mille dollari.
Ruth si reca in un villaggio di pescatori del Maine, dove trova alloggio presso uno dei guardiacoste, David Skelton. Trattata come una di famiglia, Ruth si affeziona alla madre di David e non è indifferente neanche a David stesso. Lui si innamora di lei e, un giorno, quando lei finge di storcersi una caviglia, la prende tra le braccia e le dichiara il suo amore. Il giorno seguente, Ruth riceve un telegramma da Philip che le ricorda che il mese ormai sta scadendo. Lei gli risponde, ma una ficcanaso è incuriosita da quei telegrammi e ne parla con David. Quando Ruth annuncia che deve recarsi a New York, David la segue e, sbirciando dalla finestra della sua casa, la vede intrattenersi con un uomo. Sente poi i due che parlano della scommessa. Entra allora nella casa e accusa la donna di essere senza cuore e di averlo ingannato. Lei, rendendosi conto di essersi ormai innamorata, lo supplica di perdonarla, ma David se ne va, dicendole che ormai non ha più nessuna fiducia nelle donne. Rimasta con Philip, Ruth strappa l'assegno e si abbandona affranta sul divano.

## Produzione
Il film fu prodotto dalla Vitagraph Company of America.

## Distribuzione
Distribuito dalla General Film Company, il film - un cortometraggio in una bobina - uscì nelle sale cinematografiche statunitensi il 4 luglio 1913.